# Weistrach
Weistrach ist eine Gemeinde mit 2455 Einwohnern (Stand 1. Jänner 2025) im Bezirk Amstetten im österreichischen Bundesland Niederösterreich.

## Geografie
Weistrach liegt im Mostviertel in Niederösterreich zwischen Steyr und Amstetten. Die Entwässerung erfolgt über die Zaucha und den Weistrachbach. Dies sind zwei rechte Nebenflüsse der Url, die die Grenze im Nordosten bildet. Vom Tal der Url in einer Meereshöhe von 330 Meter steigt das Land nach Süden am Plattenberg auf 750 Meter an.
Die Gemeinde hat eine Fläche von 35,77 Quadratkilometer. Davon sind drei Viertel landwirtschaftliche Nutzfläche, 17 Prozent sind bewaldet.

### Gemeindegliederung
Die Gemeinde Weistrach besteht aus einer Ortschaft bzw. sechs Katastralgemeinden (Fläche Stand: 31. Dezember 2023):
- Grub (768,47 ha)
- Hartlmühl (765,61 ha)
- Holzschachen (368,13 ha)
- Rohrbach (495,95 ha)
- Schwaig (598,92 ha)
- Weistrach (579,49 ha)

Ortsteile sind: Dorf, Gmörktner, Goldberg, Grub, Hartlmühl, Holzschachen, Kerschbaumerhäuser, Mitterhäuser, Ofner, Reithäuseln, Rohrbach, Schwaig, Weistrach und Zauchermayrhäuser sowie zahlreiche Einzellagen.

### Nachbargemeinden
|              | Haag                                        |                     |
| Haidershofen | Kompassrose, die auf Nachbargemeinden zeigt |                     |
|              |                                             | St. Peter in der Au |

## Geschichte
Im Altertum war das Gebiet Teil der Provinz Noricum.
Das erste Mal wurde der Ort um das Jahr 1110 als „Witztrah“ erwähnt. Im 14. Jahrhundert war das Gebiet ein Zentrum der Waldenser.
Ursprünglich entstand ein Rittersitz Zaucha, später entstand das Schloss Rohrbach, das erstmals mit Konrad von Rohrbach 1348 erwähnt wurde. Es wurde während der Türkenkriege im Jahr 1487 nach zweijähriger Belagerung eingenommen und schwer beschädigt. Um 1600 wurde das Schloss in der derzeitigen Form aufgebaut. Besitzer ist heute die Familie Mautner Markhof.

### Einwohnerentwicklung
Trotz einer Abwanderung nahm die Bevölkerungszahl seit 1981 wegen einer positiven Geburtenbilanz zu.
| Weistrach: Einwohnerzahlen von 1869 bis 2025        | Weistrach: Einwohnerzahlen von 1869 bis 2025 | Weistrach: Einwohnerzahlen von 1869 bis 2025 | Weistrach: Einwohnerzahlen von 1869 bis 2025 | Weistrach: Einwohnerzahlen von 1869 bis 2025 |
| --------------------------------------------------- | -------------------------------------------- | -------------------------------------------- | -------------------------------------------- | -------------------------------------------- |
| Jahr                                                |                                              |                                              |                                              | Einwohner                                    |
| 1869                                                | 1869                                         |                                              | 1.794                                        | 1.794                                        |
| 1880                                                | 1880                                         |                                              | 1.739                                        | 1.739                                        |
| 1890                                                | 1890                                         |                                              | 1.742                                        | 1.742                                        |
| 1900                                                | 1900                                         |                                              | 1.777                                        | 1.777                                        |
| 1910                                                | 1910                                         |                                              | 1.867                                        | 1.867                                        |
| 1923                                                | 1923                                         |                                              | 1.976                                        | 1.976                                        |
| 1934                                                | 1934                                         |                                              | 2.037                                        | 2.037                                        |
| 1939                                                | 1939                                         |                                              | 1.934                                        | 1.934                                        |
| 1951                                                | 1951                                         |                                              | 1.857                                        | 1.857                                        |
| 1961                                                | 1961                                         |                                              | 1.876                                        | 1.876                                        |
| 1971                                                | 1971                                         |                                              | 1.952                                        | 1.952                                        |
| 1981                                                | 1981                                         |                                              | 2.017                                        | 2.017                                        |
| 1991                                                | 1991                                         |                                              | 2.113                                        | 2.113                                        |
| 2001                                                | 2001                                         |                                              | 2.197                                        | 2.197                                        |
| 2011                                                | 2011                                         |                                              | 2.183                                        | 2.183                                        |
| 2021                                                | 2021                                         |                                              | 2.281                                        | 2.281                                        |
| 2025                                                | 2025                                         |                                              | 2.455                                        | 2.455                                        |
| Quelle(n): Statistik Austria, Gebietsstand 1.1.2021 |                                              |                                              |                                              |                                              |

## Kultur und Sehenswürdigkeiten
- Schloss Rohrbach[6], erbaut um 1600

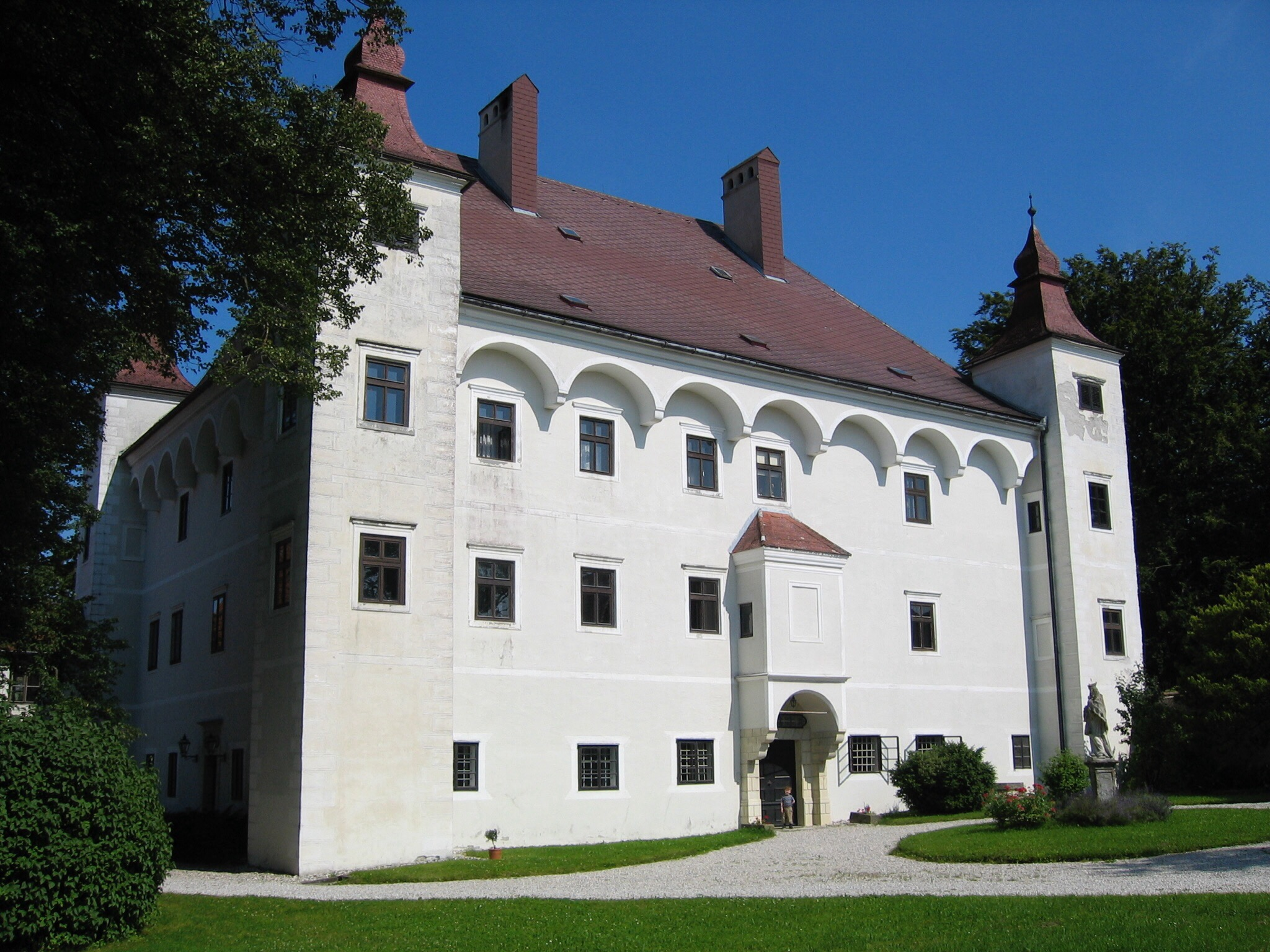
Schloss Rohrbach

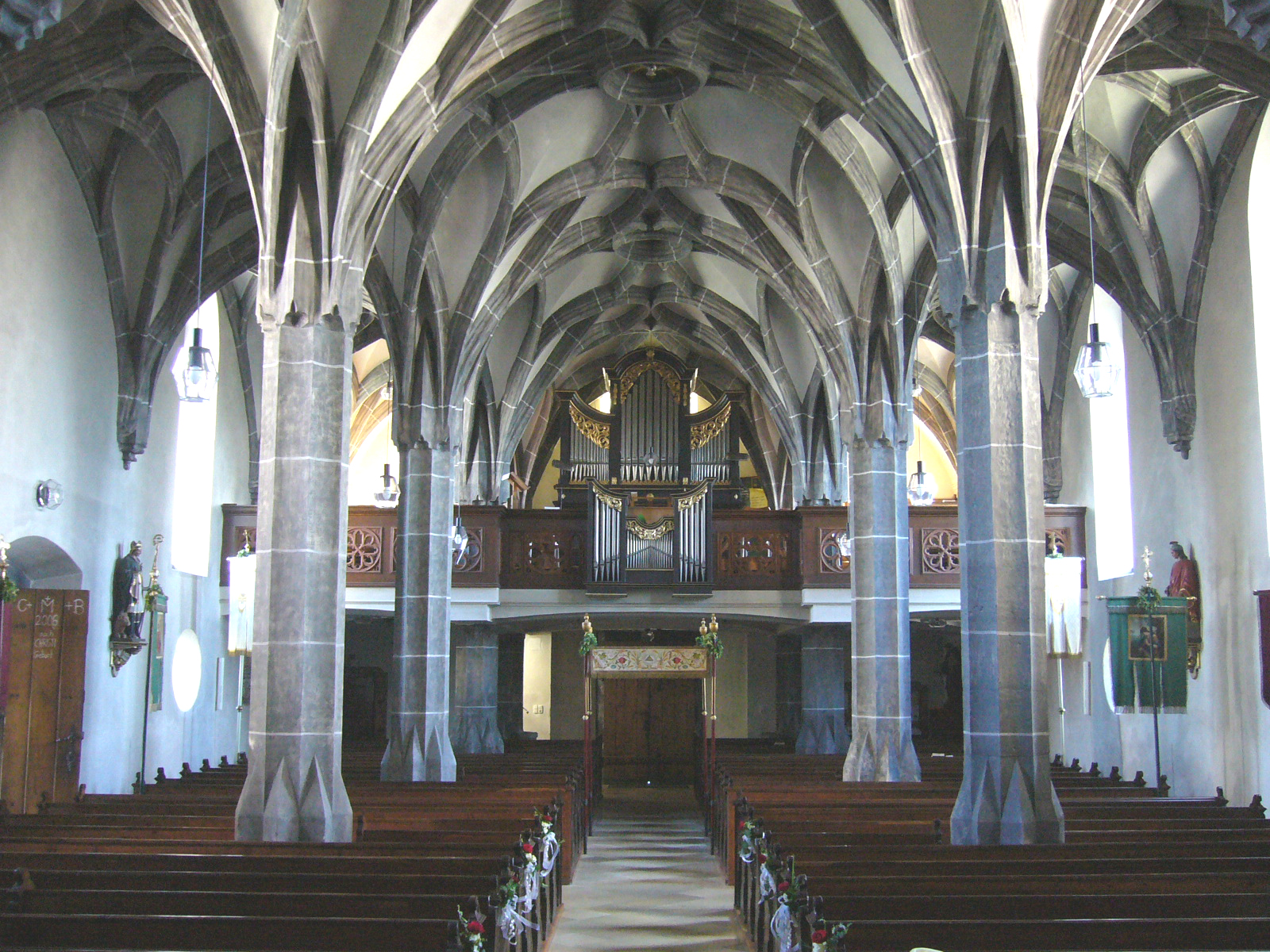
Pfarrkirche Weistrach

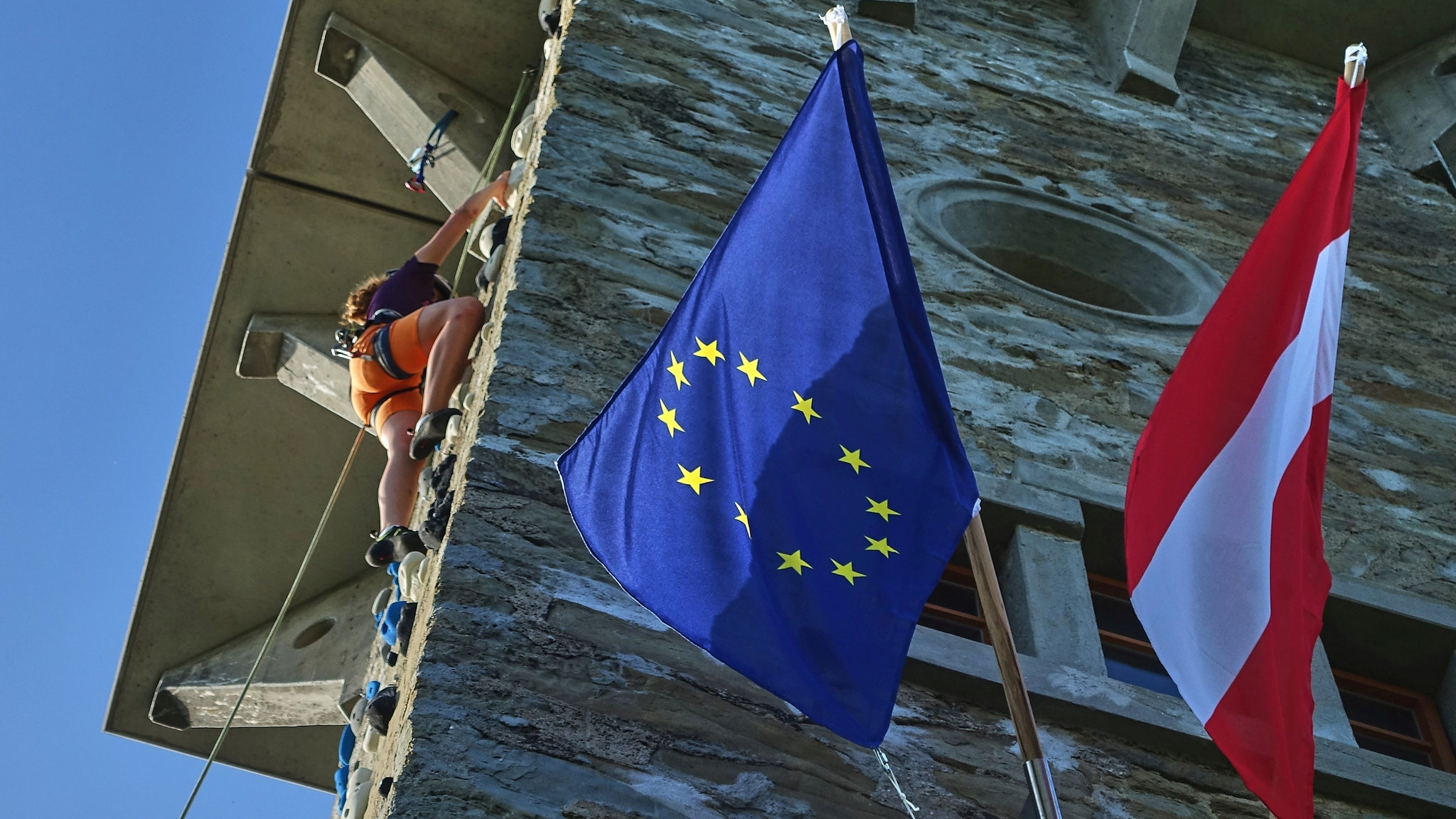
Elisabethwarte

- Katholische Pfarrkirche Weistrach hl. Stephanus: Die Kirche mit einem Langhaus um 1520 ist ein Bauwerk der spätgotischen Architektur.
- Elisabethwarte, Aussichtswarte am Plattenberg

## Wirtschaft und Infrastruktur
Nichtlandwirtschaftliche Arbeitsstätten gab es im Jahr 2001 60, land- und forstwirtschaftliche Betriebe nach der Erhebung 1999 174. Die Zahl der Erwerbstätigen am Wohnort betrug nach der Volkszählung 2001 1.025. Die Erwerbsquote lag 2001 bei 48,24 %. Arbeitslose gab es am Ort im Jahresdurchschnitt 2003 96.

### Bildung
In Weistrach befindet sich ein Kindergarten und eine Volksschule.

## Politik

### Gemeinderat
Der Gemeinderat hat 21 Mitglieder.
- Nach den Gemeinderatswahlen in Niederösterreich 1990 hatte der Gemeinderat folgende Verteilung: 17 ÖVP, 2 SPÖ und 2 FPÖ.
- Nach den Gemeinderatswahlen in Niederösterreich 1995 hatte der Gemeinderat folgende Verteilung: 17 ÖVP, 2 FPÖ und 2 SPÖ.[9]
- Nach den Gemeinderatswahlen in Niederösterreich 2000 hatte der Gemeinderat folgende Verteilung: 17 ÖVP, 2 SPÖ und 2 FPÖ.[10]
- Nach den Gemeinderatswahlen in Niederösterreich 2005 hatte der Gemeinderat folgende Verteilung: 17 ÖVP, 3 SPÖ und 1 FPÖ.[11]
- Nach den Gemeinderatswahlen in Niederösterreich 2010 hatte der Gemeinderat folgende Verteilung: 18 ÖVP, 2 SPÖ und 1 FPÖ.[12]
- Nach den Gemeinderatswahlen in Niederösterreich 2015 hatte der Gemeinderat folgende Verteilung: 18 ÖVP, 2 SPÖ und 1 FPÖ.[13]
- Nach den Gemeinderatswahlen in Niederösterreich 2020 hat der Gemeinderat folgende Verteilung: 17 ÖVP, 2 SPÖ und 2 FPÖ.[14]
- Nach den Gemeinderatswahlen in Niederösterreich 2025 hat der Gemeinderat folgende Verteilung: 14 ÖVP, 5 FPÖ, 1 GRÜNE und 1 SPÖ.[15]

### Bürgermeister
- bis 2010 Ignaz Wieser (ÖVP)
- 2010–2025 Erwin Pittersberger (ÖVP)
- seit 2025 Thomas Hirsch (ÖVP)

### Wappen
Das Gemeindewappen ist dem Wappen der Ritter von Zaucha nachempfunden. Diese beherrschten das Gebiet von 1160 bis 1469.